# 12710 Breda
För andra betydelser, se Breda (olika betydelser).
12710 Breda eller 1990 VQ5 är en asteroid i huvudbältet som upptäcktes den 15 november 1990 av den belgiske astronomen Eric W. Elst vid La Silla-observatoriet. Den är uppkallad efter den nederländska staden Breda.
Asteroiden har en diameter på ungefär 5 kilometer.